# Таласије Либијски
Преподобни Таласије Либијски је православни светитељ, игуман једног од манастира у Либијској пустињи (Африка) из 7. века. Умро је у дубокој старости. 

## Биографија
Име аве Таласија, помиње се у канону светог Теодора Студита за суботу у белој недељи, где спомиње пророка Таласија међу светима. 
Био је савременик светог Максима Исповедника, с којим је био у духовном заједништву, о чему сведоче писма Светог Максима и чињеница да је Свети Максим посветио посебну књигу Талассију у којој се тумаче тешки одломци Светог писма.
Главни теолошки рад аве Таласија - "Четири стотине поглавља о љубави, умерености и духовном животу" је збирка прича, поука написаних у облику акростиха. Састоји се од четири поглавља - сотнита, од којих сваки садржи 100 стихова. Приликом читања првих слова стихова у оригиналу, добија се изрека, постављена на почетку. Осим етичких питања, рад св. Таласија дотиче се и догматских питања о отеловљењу Исуса Криста и његове жртве измирења. Он такође учи о обожењу "свих створења". Његово учење о Светом Духу је по свему изведена из доктрине коју су преносили "први свети оци". Идеје аве Таласија је користио и свети Јован Дамаскин када је писао своје исповедање вере.
Умро је половином седмог века. Његова писма светом Максиму Исповеднику обилују објашњењима Светог Писма. Осим тога, он је светом Максиму посветио своје дело у коме су објашњена тешко разумљива места из Библије.
Православна црква помиње преподпбног Таласија 20. маја.